# Campo di Piazza d'Armi (Salerno)
Il campo di Piazza d'Armi di Salerno, conosciuto e menzionato anche come Divisionale, è stato un campo di calcio a 11 con sede nel capoluogo salernitano nella zona di Piazza d'Armi. Fu dunque un terreno di gioco di alcune compagini sportive, come il Foot-Ball Club Salerno di Donato Vestuti ed in seguito della Salernitana.
In Piazza d'Armi venivano abitualmente effettuate esercitazioni e addestramenti dei militari appartenenti al Regio Esercito, e l'area di gioco fu concessa in comodato d'uso dal generale Gagliani.

## Storia

Piazza d'Armi ai primi del novecento

Una delle primissime gare di calcio regolamentari nella città di Salerno fu organizzata da Donato Vestuti che con il suo Foot-Ball Club Salerno organizzò un'amichevole con il Settembrini il 22 febbraio 1913, in piazza d'Armi (ex piazza dei Martiri), dicitura questa allora corrispondente allo spazio antistante la chiesa di San Pietro in Camerellis, in pieno centro. 
A vincere fu il Salerno per 2-0.
Nel primo dopoguerra si sciolsero molte delle società pionieristiche salernitane, e dal contributo di dirigenti e calciatori di queste società nacque la U.S. Salernitana che a partire dai primissimi anni venti adottò come primo terreno ufficiale di gioco l'area di piazzale XX Settembre (posta alle spalle del Teatro Verdi, dove oggi insiste l'edificio della scuola statale Barra), così come da delibera di giunta comunale del 2 settembre 1919, a firma dell'allora sindaco della città Quagliariello. 
In seguito, la squadra disputò le proprie gare interne anche in campi non regolamentari o fuori da Salerno, allo scopo di attendere che i lavori utili a mettere a posto il Divisionale terminassero.
Il nuovo campo di Piazza d'Armi/Divisionale, nella sua collocazione tra Torrione e Pastena, ospitò la Salernitana (dal 1922 al 1925 nota come Salernitanaudax) per diversi anni, fino agli anni trenta. Nell'arco di questo periodo anche altre formazioni usufruirono del terreno di gioco, il quale per esempio fu sede delle gare interne del Real Torrione sempre tra gli anni venti e trenta.
La Salernitana tornò brevemente a giocare al Divisionale dal 1944 al 1945, cioè nel corso dei tornei del dopoguerra, in attesa che i lavori utili a rimettere a posto lo stadio di Via Nizza fossero ultimati.
Sull'area in cui prima era collocato il campo di gioco di piazza d'Armi/Divisionale attualmente insiste parte del muro perimetrale della "Caserma Angelucci" dell'Esercito italiano, a cavallo dei popolosi quartieri di Torrione e Pastena.